# Comunità montana Salto Cicolano
La Comunità montana Salto Cicolano è una delle comunità montane della provincia di Rieti che prende il nome dalla zona del Cicolano e dalla valle del fiume Salto.

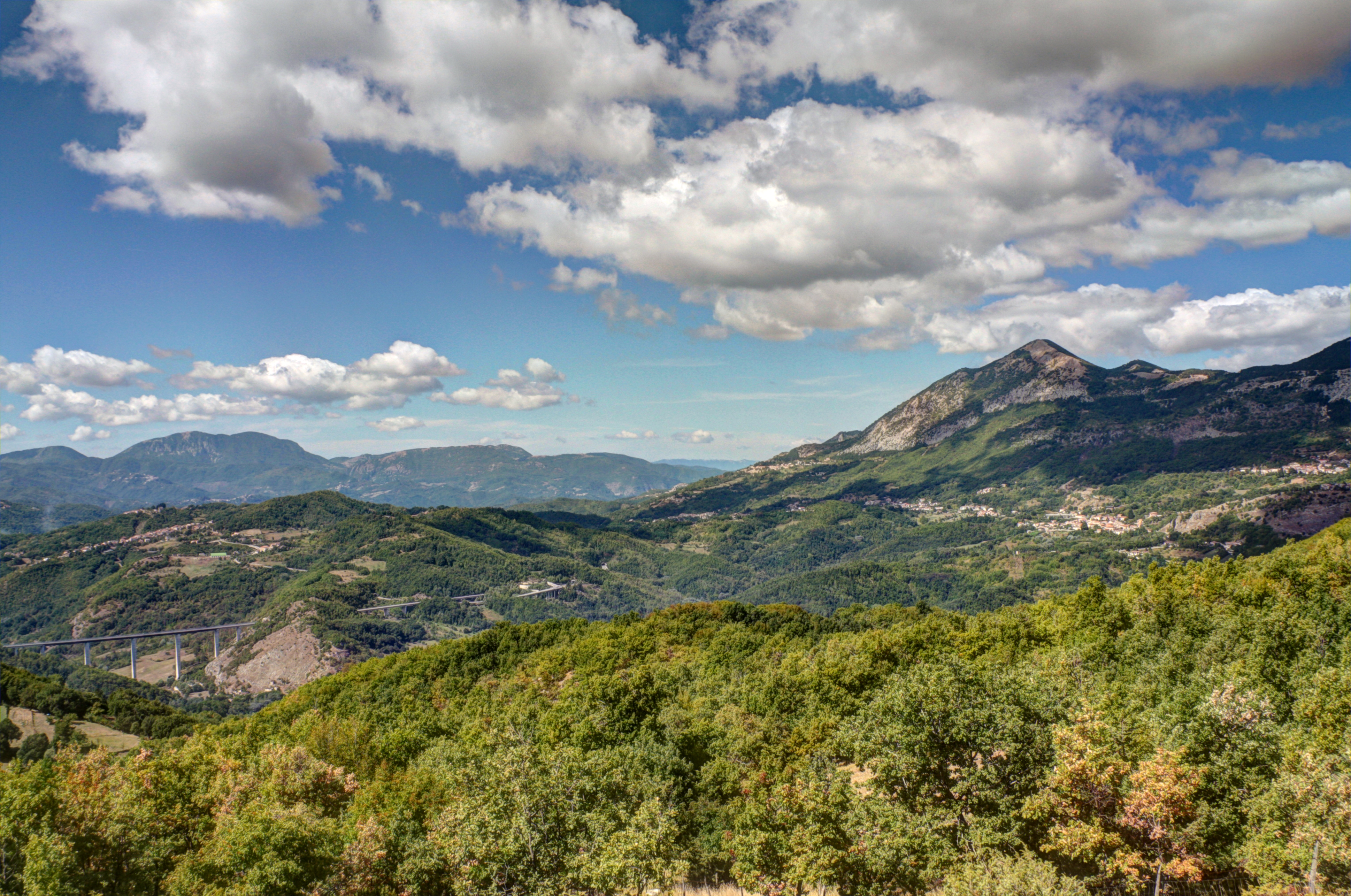
Panoramica del Cicolano

## Comuni
Consta di sette comuni:
- Borgorose
- Concerviano
- Fiamignano
- Marcetelli
- Pescorocchiano
- Petrella Salto
- Varco Sabino